# BNP Paribas Bank Polska

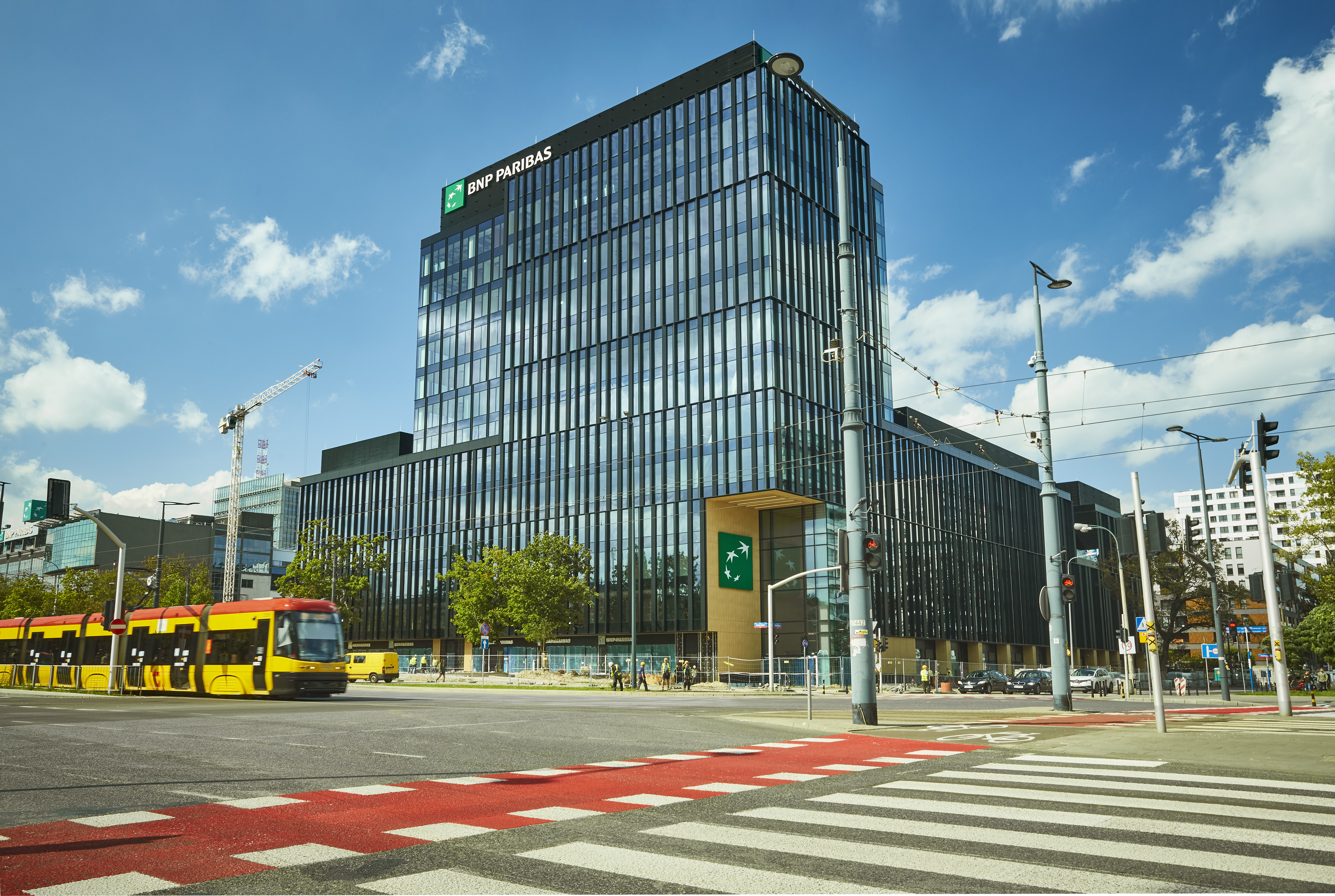
BNP Paribas Bank Polska Zentrale in Warschau

BNP Paribas Bank Polska S.A. ist eine polnische Universalbank mit Sitz in Warschau, die seit 2011 unter diesem Namen tätig ist und zur französischen Bankengruppe BNP Paribas gehört. Sie wurde 1975 ursprünglich als Bank Gospodarki Żywnościowej (BGŻ) gegründet. Die Bank bietet ihre Dienstleistungen über ein Netz von Bankfilialen und Bankständen in Einkaufszentren an. Kreditprodukte sind auch in Partnergeschäften erhältlich, auch bei ausgewählten Autohändlern. 
BNP Paribas Bank Polska ist an der Warschauer Börse notiert und war bis zum 25. März 2025 im polnischen Mittelwerteindex mWIG40 enthalten.

## Geschichte
Die Ursprünge der BGŻ haben mit der Polnischen Landwirtschaftsbank zu tun, die 1919 in Warschau gegründet wurde (ab 1921 Staatliche Landwirtschaftsbank, ab 1948 Landwirtschaftsbank). Die Tätigkeit der Bank bestand darin, mittleren und kleinen landwirtschaftlichen Betrieben kurzfristige Kredite, langfristige Kredite in Form von gedeckten Schuldverschreibungen für den Erwerb von Land und Investitionen zur Verfügung zu stellen. Im selben Jahr wurde die Finanzzentrale der bestehenden Spar- und Darlehensgenossenschaften mit dem Namen Centralna Kasa Spółek Rolniczych in Warschau gegründet.
Im Jahr 1975 wurden der Zentralverband der Spar- und Darlehensgenossenschaften und die Landwirtschaftsbank zusammengelegt, was zur Gründung der staatlichen-genossenschaftlichen Bank Gospodarki Żywnościowej führte. Die ersten Anteilseigner der BGŻ waren 1.663 angeschlossene Genossenschaftsbanken, die 46 % der Aktien besaßen, und die Staatskasse – 54 % der Aktien.
Gemäß dem Gesetz über die Änderung der Organisation und Tätigkeit der Genossenschaften verlor die Bank BGŻ 1990 die Funktion des zentralen Genossenschaftsverbandes. Seitdem werden die Beziehungen zwischen der BGŻ und den Genossenschaftsbanken durch zivilrechtliche Kooperationsverträge geregelt. Von den 1663 Genossenschaftsbanken, die zu diesem Zeitpunkt tätig waren, schlossen 1276 Kooperationsverträge mit der BGŻ ab. Die übrigen wurden in drei weiteren, neu gegründeten Banken zusammengefasst.
Im Jahr 1994 wurde die BGŻ in eine Aktiengesellschaft umgewandelt. Der Finanzminister erließ in Absprache mit dem Präsidenten der Polnischen Nationalbank die Satzung der BGŻ SA und ernannte den ersten Vorstand und Aufsichtsrat. Im selben Jahr begann BGŻ die Zusammenarbeit mit der Agentur für Umstrukturierung und Modernisierung der Landwirtschaft. Es wurde eine Vereinbarung über die Bedingungen und das Verfahren für die Gewährung von Zinszuschüssen für Darlehen unterzeichnet. Das Maklerhaus BGŻ war das erste Maklerhaus in Polen, das im Jahr 1994 die Erlaubnis der Wertpapierkommission erhielt, professionelle Beratung beim Handel mit Wertpapieren zu leisten.
Im Jahr 1997 wurde in Moskau eine Repräsentanz der BGŻ S.A. gegründet. Im Jahr 2001 erweiterte die Bank ihr Angebot um die Möglichkeit, das elektronische Banksystem zu nutzen.
Im Jahr 2004 erwarb die Rabobank International Holding B.V. 13,76 % der Aktien der BGŻ Bank, steigerte diesen Anteil auf 35,3 % ein Jahr später und 2012 auf 98,26 %. Im gleichen Jahr kündigte die Rabobank an, ihre Tochtergesellschaften – Bank BGŻ und Rabobank Polska – zu fusionieren. Am 30. Mai 2014 haben die Hauptversammlungen der beiden Banken die Verschmelzung der beiden Institute beschlossen.
Am 15. September 2014 übernahm die BNP Paribas-Gruppe die Kontrolle über die fusionierte Bank von der Rabobank. Am 30. April 2015 trat die Verschmelzung der Bank BGŻ und der BNP Paribas Bank Polska in Kraft. Sie nannte sich Bank BGŻ BNP Paribas S.A. Am 18. Mai 2015 wurden die Aktien der Bank BGŻ BNP Paribas wieder an der Warschauer Börse gehandelt.
Am 31. Mai 2016 wurde die Sygma Bank übernommen. Am 31. Oktober 2018 übernahm die Bank BGŻ BNP Paribas S.A. die Raiffeisen Bank Polska S.A.
Im Jahr 2020 investiert die Bank zusammen mit der Alior Bank und PKO in Autenti – eine polnische Firma, die eine Plattform für die elektronische Unterzeichnung von Verträgen und den digitalen Umlauf von Dokumenten anbietet.

## Gliederung
Die Bank gliedert ihre Geschäftstätigkeit in drei Segmente. Das Privatkundengeschäft umfasst den Verkauf von Produkten und Dienstleistungen für Privatpersonen, wie z. B. Giro- und Einlagenkonten, Termineinlagen, die Gewährung von Darlehen. Das institutionelle Geschäft besteht aus dem Verkauf von Produkten und Dienstleistungen für Unternehmen, Gesellschaften und Genossenschaften, Einzelunternehmer. Das Segment Finanzmärkte umfasst die Tätigkeit im Bereich der Finanzmärkte und die Verwaltung von Vermögenswerten.